# Otto Günsche
Otto Günsche (24. september 1917 i Jena, Thüringen – 2. oktober 2003 i Lohmar) var SS-Obersturmbannführer (oberstløjtnant) og Adolf Hitlers personlige adjudant.

## Biografi
Efter højere realskole meldte Otto Günsche sig som 16-årig frivilligt til tjeneste i Leibstandarte-SS Adolf Hitler. Som medlem af Førerledsagelseskommandoen (Führerbegleitkommando) kom han i 1936 for første gang i umiddelbar nærhed af Hitler. Han blev uddannet ved SS-Junkerschule i Bad Tölz og gjorde tjeneste ved østfronten. Den 6. februar 1944 blev han officielt udnævnt som Hitlers personlige SS-adjudant.
Ved attentatet mod Hitler den 20. juli 1944 var Günsche til stede og blev lettere såret. Fra midten af januar 1945 ledsagede han Hitler i Førerbunkeren i Berlin og var også med under Hitlers sidste besøg ved fronten ved Oder tidligt i marts 1945. Ved Hitlers og Eva Brauns selvmord stod Günsche vagt uden for rummet, hvor selvmordet fandt sted. Martin Bormann, Hitlers kammertjener Heinz Linge, Otto Günsche og nogle livvagter bragte ligene ud i rigskancelliets have, hvor de brændte dem.
Om aftenen den 30. april 1945 forlod den nu 27-årige Günsche Førerbunkeren Han overgav sig kort tid efter til sovjetiske tropper og blev fløjet til Moskva, hvor han blev afhørt af NKVD. Han kom i sovjetisk krigsfangenskab og blev løsladt i maj 1956.
Günsche levede de sidste år af sit liv som enkemand i Nordrhein-Westfalen. Han døde kort efter sin 86-års-fødselsdag i sit hjem i Lohmar ved Bonn. Han efterlod sig tre børn.

## Udmærkelser
Udmærkelser, som Günsche modtog for sin tjeneste i Waffen-SS:
- Jernkorset af 1. klasse
- Jernkorset af 2. klasse
- Såretmærket
- Infanterie Sturmabzeichen

## Ekstern henvisning
- Foto af Günsche